# Martti Kilpeläinen
Martti Veli Johannes Kilpeläinen, född 16 maj 1943 i Säräisniemi, död 8 maj 2020 i Vichtis, var ett finländskt musikråd, kantor och kyrkomusiker. Kilpeläinen utexaminerades från Konstuniversitetets Sibelius-Akademi år 1968. Kilpeläinen arbetade som församlingskantor i nästan 40 år, varav nästan 30 år i Vichtis församling. År 2017 förlänade Finlands president Sauli Niinistö hederstiteln musikråd åt Kilpeläinen.

## Biografi
Martti Kilpeläinen är född i Säräiseniemi i nuvarande Vaala den 16 maj 1943. Efter gymnasiet började Kilpeläinen att studera vid Sibelius-Akademin. Han gifte sig med Tuula Edelman år 1968, samma år som han avlade examen vid Sibelius-Akademin. Paret fick tre barn.
Kilpeläinen inledde sin karriär som kantor och organist i Punkaharju församling år 1969. År 1973 flyttade hantill Haapavesi församling. I Vichtis församling arbetade Kilpeläinen från 1980 till 2008 då han blev en pensionär. Även efter pensioneringen fortsatte Kilpeläinen som kantor, men den här gången i Costa Blancas finska församling åren 2008–2017.
Martti Kilpeläinen avled i Vichtis den 8 maj 2020 och är begravd där.